# بروكسل
بروكسل (بالفرنسية: Bruxelles)‏ رسميًا إقليم بروكسل العاصمة، منطقة في بلجيكا تضم 19 بلدية، من بينها مدينة بروكسل، وهي عاصمة بلجيكا. تقع منطقة بروكسل العاصمة في الجزء الأوسط من البلاد وهي جزء من كل من المجتمع الفرنسي في بلجيكا والمجتمع الفلمنكي، ولكنها منفصلة عن الإقليم الفلامندي (الذي يشكل أرضًا حبيسة داخلها) ومنطقة فالونيا. بروكسل هي المنطقة الأكثر كثافة سكانية والأغنى في بلجيكا من حيث نصيب الفرد من الناتج المحلي الإجمالي. تغطي 162 كم² (63 ميلًا مربعًا)، وهي مساحة صغيرة نسبيًا مقارنة بالمنطقتين الأخريين، ويبلغ عدد سكانها أكثر من 1.2 مليون. تضم منطقة بروكسل الكبرى والأكبر بخمس مرات أكثر من 2.5 مليون شخص، مما يجعلها الأكبر في بلجيكا. وهي أيضًا جزء من منطقة حضرية كبيرة تمتد نحو غنت، وأنتويرب، ولويفن، وبرابانت فالونيا، وهي موطن لأكثر من 5 ملايين شخص.
نشأت بروكسل من مستعمرة ريفية صغيرة على نهر السين لتصبح مدينة هامة في أوروبا. ومنذ نهاية الحرب العالمية الثانية، أصبحت مركزًا رئيسيا للسياسة الدولية وموطنًا للعديد من المنظمات الدولية والسياسيين والدبلوماسيين وموظفي الخدمة المدنية. بروكسل هي العاصمة الفعلية للاتحاد الأوروبي، حيث تستضيف عددًا من مؤسسات الاتحاد الأوروبي الرئيسية، بما في ذلك الفروع الإدارية والتشريعية والتنفيذية والسياسية (وعلى الرغم من أن الفرع القضائي يقع في لوكسمبورغ، يجتمع البرلمان الأوروبي مرات قليلة من العام في ستراسبورغ). لهذا السبب، يُستخدم اسمها أحيانًا ككناية لوصف الاتحاد الأوروبي ومؤسساته. يقع مقر الأمانة العامة للبنلوكس ومقر حلف شمال الأطلسي في بروكسل. باعتبارها العاصمة الاقتصادية لبلجيكا وواحدة من أكبر المراكز المالية في أوروبا الغربية مع يورونكست بروكسل، صُنفت على أنها مدينة عالمية ألفا. وبروكسل هي محور لحركة السكك الحديدية والطرق البرية والجوية، وتسمى أحيانًا مع بلجيكا «ملتقى الطرق الجغرافية والاقتصادية والثقافية لأوروبا». مترو بروكسل هو نظام النقل السريع الوحيد في بلجيكا. بالإضافة إلى ذلك، تعد محطات المطار والسكك الحديدية من الأكبر والأكثر ازدحامًا في البلاد.
شهدت بروكسل، المدينة الناطقة تاريخيًا بالهولندية، تحولًا لغويًا إلى الفرنسية منذ أواخر القرن التاسع عشر. تعد منطقة العاصمة بروكسل ثنائية اللغة رسميًا باللغتين الفرنسية والهولندية، مع أن الفرنسية هي الآن لغة التواصل المشترك إذ يتحدثها أكثر من 90% من السكان. وأصبحت بروكسل على نحو متزايد متعددة اللغات. ويتحدث الإنكليزية كلغة ثانية ما يقرب من ثلث السكان، ويتحدث العديد من المهاجرين والمغتربين لغات أخرى أيضًا.
تشتهر بروكسل بمطبخها، وفن الطهي، ومعالمها المعمارية والتاريخية، وبعضها مسجل كمواقع تراث عالمي لليونسكو. تشمل مناطق الجذب الرئيسية التاريخية الميدان الكبير، ومانيكن بيس، وأتوميوم والمؤسسات الثقافية مثل لا موناي/دي مونت ومتاحف الفن والتاريخ. نظرًا لتراثها الطويل في الرسوم الهزلية البلجيكية، فقد رُحب أيضًا ببروكسل كعاصمة للقطاع الهزلي.

## نبذة تاريخية

### بدايات التاريخ
يرتبط تاريخ بروكسل ارتباطًا وثيقًا بتاريخ أوروبا الغربية. تعود آثار الاستيطان البشري إلى العصر الحجري، مع بقايا وأسماء أماكن تتعلق بحضارة الجَنْدَل، والدولمن، والشواهد القائمة (مثال: بلاتستين في وسط المدينة وتومبرغ في ويليويه سانت لامبرت). خلال العصور القديمة المتأخرة، كانت المنطقة موطنًا للاحتلال الروماني، وهذا ما أوضحته الأدلة الأثرية المكتشفة في الموقع الحالي لتور وتكسيس، شمال غرب البنتاغون. وبعد انهيار الإمبراطورية الرومانية الغربية، دُمجت في إمبراطورية الفرنجة.
بنى القديس غوغريكوس معبد على جزيرة في نهر السين نحو عام 580 ومنه نشأت بروكسل. يعود التأسيس الرسمي لبروكسل نحو عام 979، عندما نقل شارل دوق لوثارينجيا السفلى رفات القديس غاودلا من مورسيل (الواقعة في مقاطعة فلاندرز الشرقية اليوم) إلى كنيسة القديس غوغريكوس. بنى شارل أول حصن دائم في المدينة، وفي نفس الجزيرة.

### العصور الوسطى
حصل لامبرت الأول من لويفن، كونت لويفن، على مقاطعة بروكسل نحو عام 1000، عن طريق الزواج بابنة شارل. أصبحت بروكسل مركزًا تجاريًا متخصصًا في تجارة المنسوجات نظرًا لموقعها على شواطئ السين، على طريق تجاري مهم بين بروج وغنت وكولونيا. ونمت المدينة بسرعة كبيرة وامتدت نحو المدينة العليا (مناطق تريورنبرغ وكودنبرغ وسابلون/زافيل)، حيث كان خطر الفيضانات أقل. ومع تزايد عدد السكان إلى نحو 30,000 نسمة، جُففت الأهوار المحيطة للسماح بمزيد من التوسع. وفي غضون هذا الوقت، بدأ العمل على ما هو الآن كاتدرائية سانت ميشيل وغاودلا (1225)، لتحل محل كنيسة قديمة على الطراز الرومانسكي. أصبح كونت لويفن دوق برابانت عام 1183. لم تخضع برابانت لسلطان ملك فرنسا، على عكس مقاطعة فلاندرز، ولكنها دُمجت في الإمبراطورية الرومانية المقدسة.
في أوائل القرن الثالث عشر، بُنيت الأسوار الأولى لبروكسل، وبعد ذلك نمت المدينة بدرجة كبيرة. للسماح للمدينة بالتوسع، أقيمت مجموعة ثانية من الجدران بين عامي 1356 و1383. ما يزال من الممكن رؤية آثار هذه الجدران، على الرغم من أن الحلقة الصغيرة، وهي سلسلة من الطرق التي تحد وسط المدينة التاريخي، تتبع مسارها السابق.

### بداية العصر الحديث
في القرن الخامس عشر، نتج عن الزواج بين الوريثة مارغريت الثالثة من فلاندرز وفيليب الجريء، دوق بورغونيا، دوق برابانت الجديد لبيت فالوا (أنتوني، ابنهما). عام 1477 لقي الدوق بورغونيا شارل الجريء حتفه في معركة نانسي. وقعت البلدان المنخفضة تحت سيادة هابسبورغ بعد زواج الإمبراطور الروماني المقدس ماكسيميليان الأول من ابنة شارل ماري دوقة بورغونيا (التي ولدت في بروكسل). اندمجت برابانت في هذه الدولة المركبة، وازدهرت بروكسل باعتبارها العاصمة الأميرية للأراضي المنخفضة البورغندية المزدهرة، والمعروفة أيضًا باسم الأقاليم السبعة عشر. أصبح  فيليب الوسيم بعد وفاة والدته ماري عام 1482، دوق بورغونيا وبرابانت.
توفي فيليب عام 1506، وخلفه ابنه شارلكان الذي أصبح أيضًا ملك إسبانيا (توِج في كاتدرائية سانت ميشيل وغاودلا) وأصبح الإمبراطور الروماني المقدس عند وفاة جده ماكسيميليان الأول، الإمبراطور الروماني المقدس عام 1519. حكم شارلكان ملكية هابسبورغ «التي لا تغرب فيها الشمس أبدًا» وكانت عاصمته الرئيسية بروكسل. اعتبِر شارلكان راشدًا عام 1515 في مجمع القصر بكودنبرغ، وفي عام 1555 تنازل عن جميع ممتلكاته وعن الأراضي المنخفضة الهابسبورجية لابنه فيليب الثاني ملك إسبانيا. توسع هذا القصر المثير للإعجاب، المشهور في جميع أنحاء أوروبا، توسعًا كبيرًا منذ أن أصبح لأول مرة مقرًا لدوقات برابانت، ولكن النيران دمرته عام 1731.
في القرنين السادس عشر والسابع عشر، كانت بروكسل مركزًا لصناعة الدانتيل. بالإضافة إلى ذلك، عُلق قماش نجود بروكسل على جدران القلاع في جميع أنحاء أوروبا. في عام 1695، خلال حرب التسع سنوات، أرسل الملك لويس الرابع عشر ملك فرنسا قوات لقصف بروكسل بالمدفعية. كان هذا الحدث الأكثر تدميرًا في تاريخ بروكسل برمته، إلى جانب الحريق الناتج عنه. دُمر القصر الكبير، إلى جانب 4000 مبنى -ثلث المباني في المدينة. أدت إعادة إعمار وسط المدينة، التي تأثرت خلال السنوات اللاحقة، إلى تغيير جذري في مظهرها وتركت آثارًا عديدة ما تزال مرئية حتى اليوم.
بعد معاهدة أوترخت في عام 1713، انتقلت السيادة الإسبانية على جنوب هولندا إلى الفرع النمساوي من آل هابسبورغ. بدأ هذا الحدث في عهد هولندا النمساوية. استولت فرنسا على بروكسل عام 1746، خلال حرب الخلافة النمساوية، لكنها أعيدت إلى الأراضي المنخفضة النمساوية بعد ثلاث سنوات. وبقيت مع النمسا حتى عام 1795، عندما احتلت فرنسا جنوب هولندا وضمتها، وأصبحت المدينة عاصمة دائرة دايل. انتهى الحكم الفرنسي في عام 1815 بهزيمة نابليون في ساحة معركة واترلو الواقعة جنوب منطقة العاصمة بروكسل اليوم. مع مؤتمر فيينا، انضمت هولندا الجنوبية إلى مملكة الأراضي المنخفضة المتحدة، بقيادة فيلم الأول من أورانيا. أصبحت دائرة دايل السابق مقاطعة من جنوب برابانت، وعاصمتها بروكسل.

## المناخ
يظهر الجدول التالي التغييرات المناخية على مدار السنة لإقليم بروكسل العاصمة:
| البيانات المناخية لـإقليم بروكسل العاصمة                               | البيانات المناخية لـإقليم بروكسل العاصمة | البيانات المناخية لـإقليم بروكسل العاصمة | البيانات المناخية لـإقليم بروكسل العاصمة | البيانات المناخية لـإقليم بروكسل العاصمة | البيانات المناخية لـإقليم بروكسل العاصمة | البيانات المناخية لـإقليم بروكسل العاصمة | البيانات المناخية لـإقليم بروكسل العاصمة | البيانات المناخية لـإقليم بروكسل العاصمة | البيانات المناخية لـإقليم بروكسل العاصمة | البيانات المناخية لـإقليم بروكسل العاصمة | البيانات المناخية لـإقليم بروكسل العاصمة | البيانات المناخية لـإقليم بروكسل العاصمة | البيانات المناخية لـإقليم بروكسل العاصمة |
| الشهر                                                                  | يناير                                    | فبراير                                   | مارس                                     | أبريل                                    | مايو                                     | يونيو                                    | يوليو                                    | أغسطس                                    | سبتمبر                                   | أكتوبر                                   | نوفمبر                                   | ديسمبر                                   | المعدل السنوي                            |
| ---------------------------------------------------------------------- | ---------------------------------------- | ---------------------------------------- | ---------------------------------------- | ---------------------------------------- | ---------------------------------------- | ---------------------------------------- | ---------------------------------------- | ---------------------------------------- | ---------------------------------------- | ---------------------------------------- | ---------------------------------------- | ---------------------------------------- | ---------------------------------------- |
| الدرجة القصوى °ف (°م)                                                  | 59.5 (15.3)                              | 68.0 (20.0)                              | 75.6 (24.2)                              | 83.7 (28.7)                              | 93.4 (34.1)                              | 101.8 (38.8)                             | 103.5 (39.7)                             | 97.7 (36.5)                              | 94.8 (34.9)                              | 82.0 (27.8)                              | 69.1 (20.6)                              | 62.1 (16.7)                              | 103.5 (39.7)                             |
| متوسط درجة الحرارة الكبرى °ف (°م)                                      | 42.3 (5.7)                               | 43.9 (6.6)                               | 50.7 (10.4)                              | 57.6 (14.2)                              | 64.6 (18.1)                              | 69.1 (20.6)                              | 73.4 (23.0)                              | 72.7 (22.6)                              | 66.2 (19.0)                              | 58.5 (14.7)                              | 49.1 (9.5)                               | 43.0 (6.1)                               | 57.6 (14.2)                              |
| المتوسط اليومي °ف (°م)                                                 | 37.9 (3.3)                               | 38.7 (3.7)                               | 44.2 (6.8)                               | 49.6 (9.8)                               | 56.5 (13.6)                              | 61.2 (16.2)                              | 65.1 (18.4)                              | 64.4 (18.0)                              | 58.8 (14.9)                              | 52.0 (11.1)                              | 44.2 (6.8)                               | 39.0 (3.9)                               | 51.0 (10.5)                              |
| متوسط درجة الحرارة الصغرى °ف (°م)                                      | 33.3 (0.7)                               | 33.3 (0.7)                               | 37.6 (3.1)                               | 41.5 (5.3)                               | 48.6 (9.2)                               | 53.4 (11.9)                              | 57.2 (14.0)                              | 56.5 (13.6)                              | 51.6 (10.9)                              | 46.0 (7.8)                               | 39.4 (4.1)                               | 34.9 (1.6)                               | 44.4 (6.9)                               |
| أدنى درجة حرارة °ف (°م)                                                | −6.0 (−21.1)                             | −0.9 (−18.3)                             | 7.5 (−13.6)                              | 21.7 (−5.7)                              | 28.0 (−2.2)                              | 32.5 (0.3)                               | 39.9 (4.4)                               | 39.0 (3.9)                               | 32.0 (0.0)                               | 19.8 (−6.8)                              | 9.0 (−12.8)                              | 0.1 (−17.7)                              | −6.0 (−21.1)                             |
| الهطول إنش (مم)                                                        | 3.00 (76.1)                              | 2.48 (63.1)                              | 2.76 (70.0)                              | 2.02 (51.3)                              | 2.62 (66.5)                              | 2.83 (71.8)                              | 2.89 (73.5)                              | 3.12 (79.3)                              | 2.71 (68.9)                              | 2.93 (74.5)                              | 3.01 (76.4)                              | 3.19 (81.0)                              | 33.56 (852.4)                            |
| متوسط أيام هطول الأمطار (≥ 0.005 inch)                                 | 19.2                                     | 16.3                                     | 17.8                                     | 15.9                                     | 16.2                                     | 15.0                                     | 14.3                                     | 14.5                                     | 15.7                                     | 16.6                                     | 18.8                                     | 19.3                                     | 199                                      |
| متوسط الأيام المثلجة                                                   | 5.2                                      | 5.9                                      | 3.2                                      | 2.4                                      | 0                                        | 0                                        | 0                                        | 0                                        | 0                                        | 0                                        | 2.4                                      | 4.6                                      | 24.1                                     |
| متوسط الرطوبة النسبية (%)                                              | 86.6                                     | 82.5                                     | 78.5                                     | 72.5                                     | 73.2                                     | 74.1                                     | 74.3                                     | 75.5                                     | 80.9                                     | 84.6                                     | 88.2                                     | 88.8                                     | 80                                       |
| ساعات سطوع الشمس الشهرية                                               | 59                                       | 77                                       | 114                                      | 159                                      | 191                                      | 188                                      | 201                                      | 190                                      | 143                                      | 113                                      | 66                                       | 45                                       | 1٬546                                    |
| متوسط مؤشر الأشعة فوق البنفسجية                                        | 1                                        | 1                                        | 3                                        | 4                                        | 6                                        | 7                                        | 6                                        | 6                                        | 4                                        | 2                                        | 1                                        | 1                                        | 4                                        |
| المصدر: KMI/IRM and Weather Atlas; 2019 July record high from في آر تي |                                          |                                          |                                          |                                          |                                          |                                          |                                          |                                          |                                          |                                          |                                          |                                          |                                          |

## البلديات المستقلة
لإقليم بروكسل العاصمة بلديات مستقلة الإدارة يبلغ عددها تسعة عشر، ومركزه بالطبع هي بروكسل العاصمة البلجيكية. تقدر مساحة الإقليم بـ 161 كم2، وعدد السكان 1,018,029 نسمة.

## توأمة
لإقليم بروكسل العاصمة اتفاقيات توأمة مع كل من:
- ليوبليانا
- صوفيا
- تيرانا
- أخيسار

## أعلام
- أندي كاوايا
- جون دويتش
- داروين أبيل فيني
- فاوستو كوريا
- مارسيل ليكومت
- كلير ميشيل
- جيريمي بروك
- أكسيل كارولين
- غونزالو إسكوديرو
- ماكس فان ديك

## معرض صور

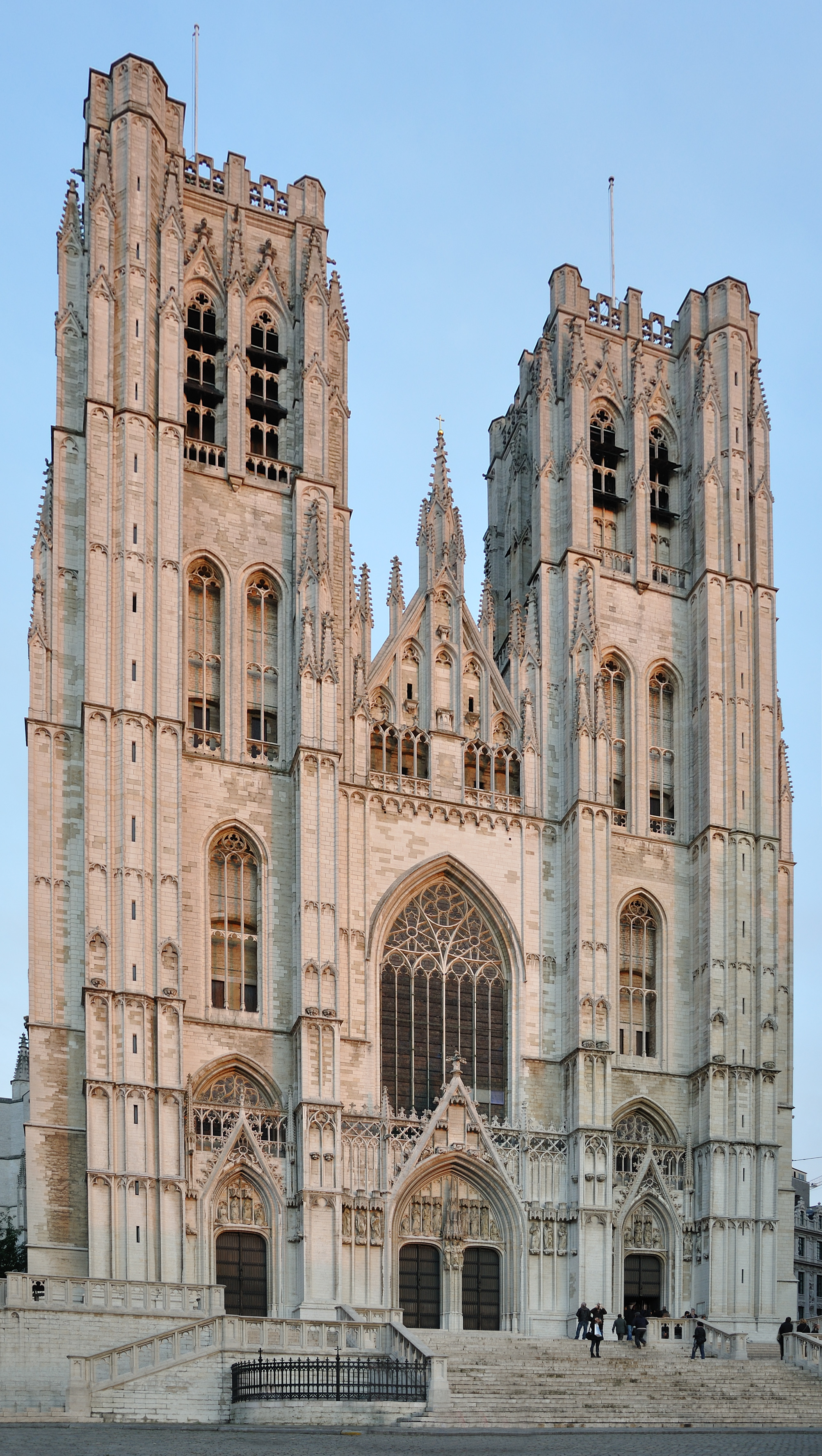
كاتدرائية سانت ميشيل وغاودلا
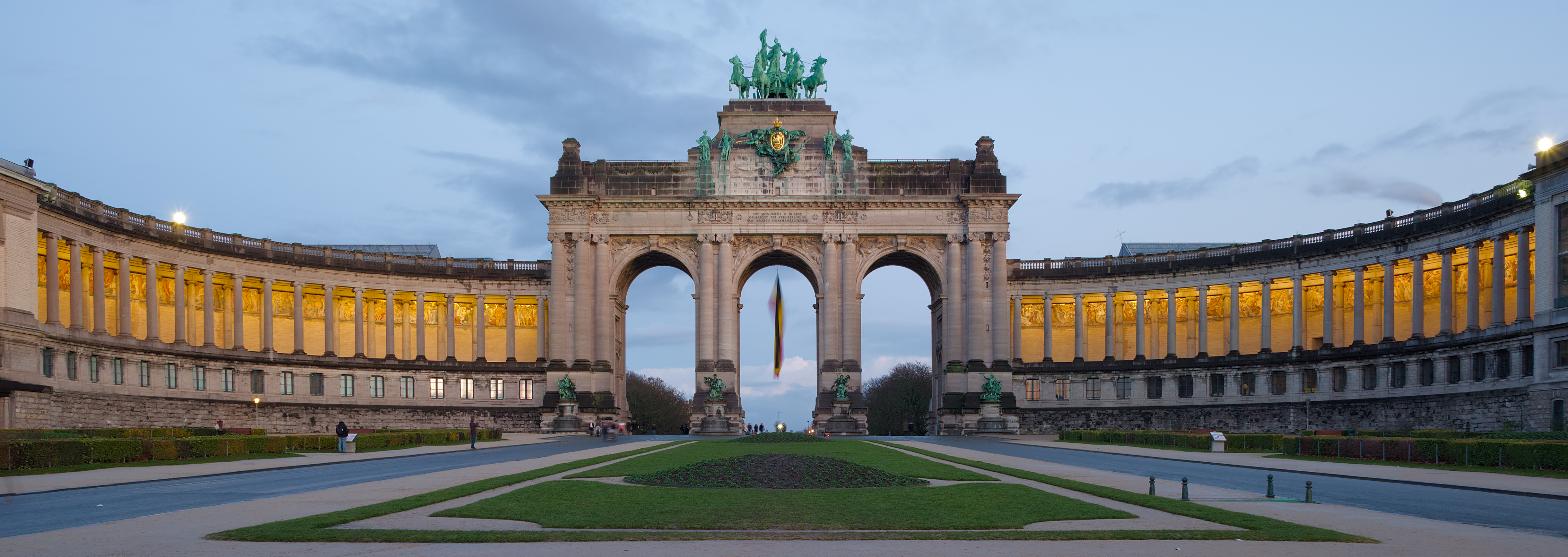
حديقة سيكونتنير
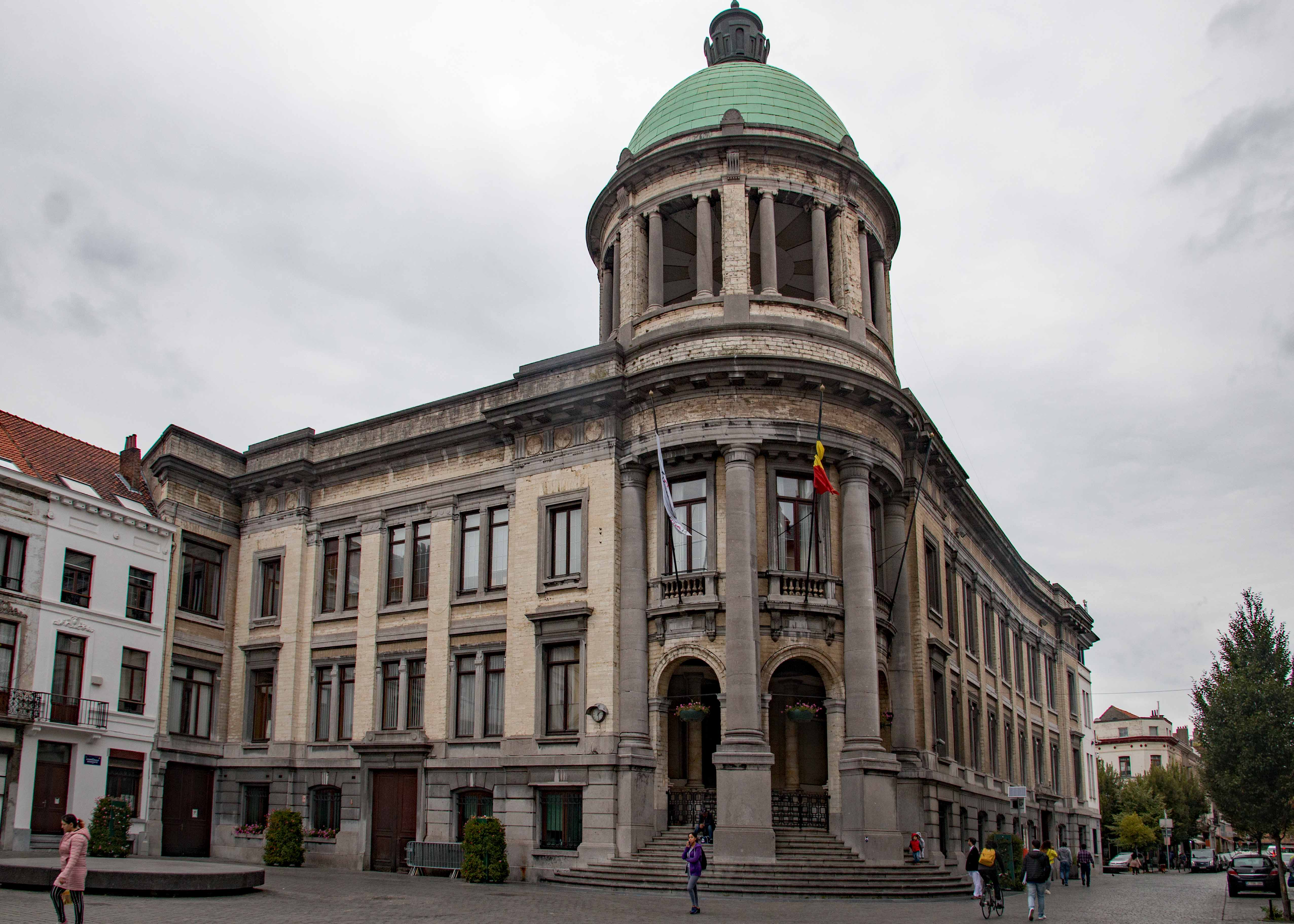
مبنى في منطقة مولينبيك
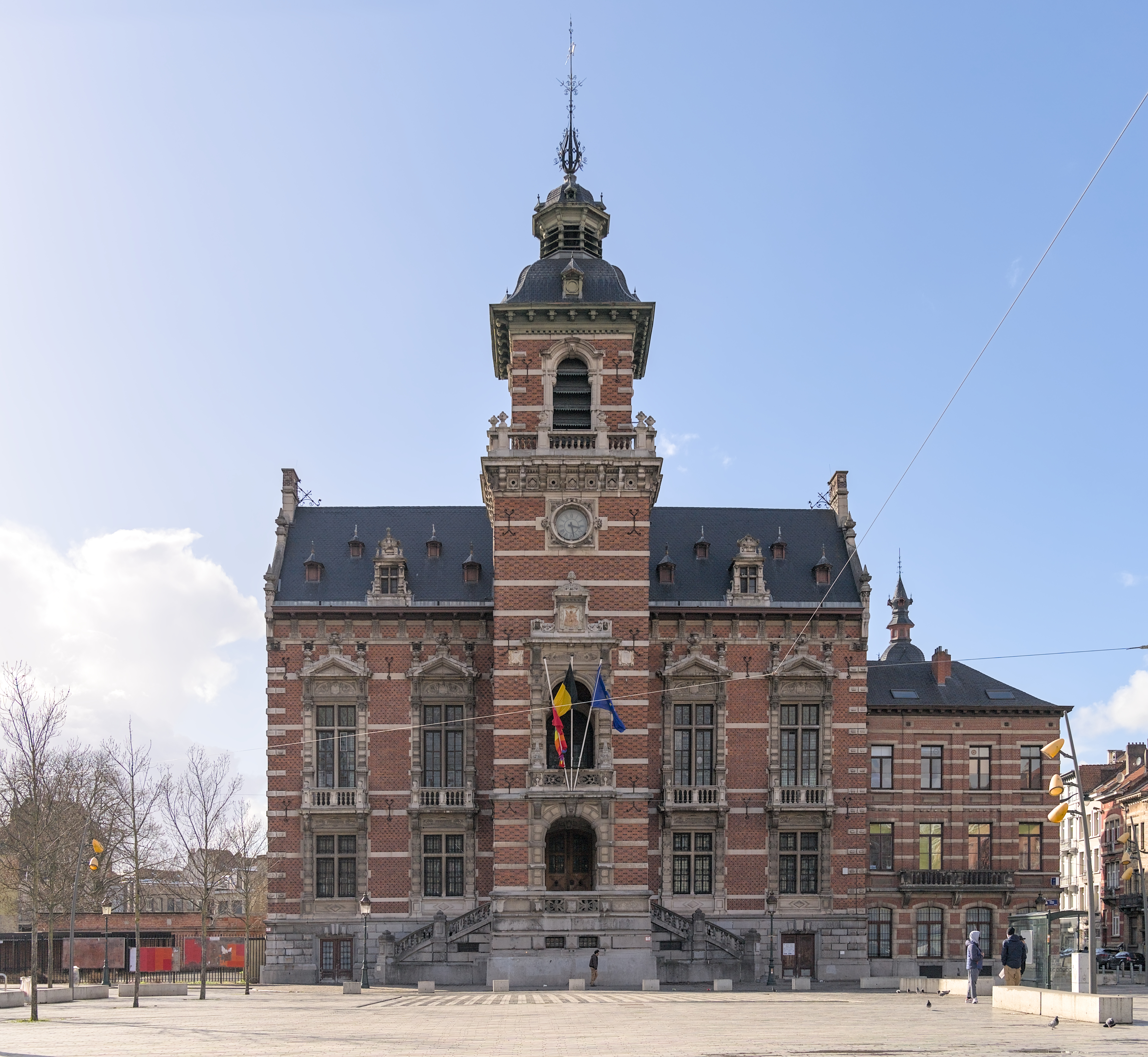
مبنى بلدية أندرلخت
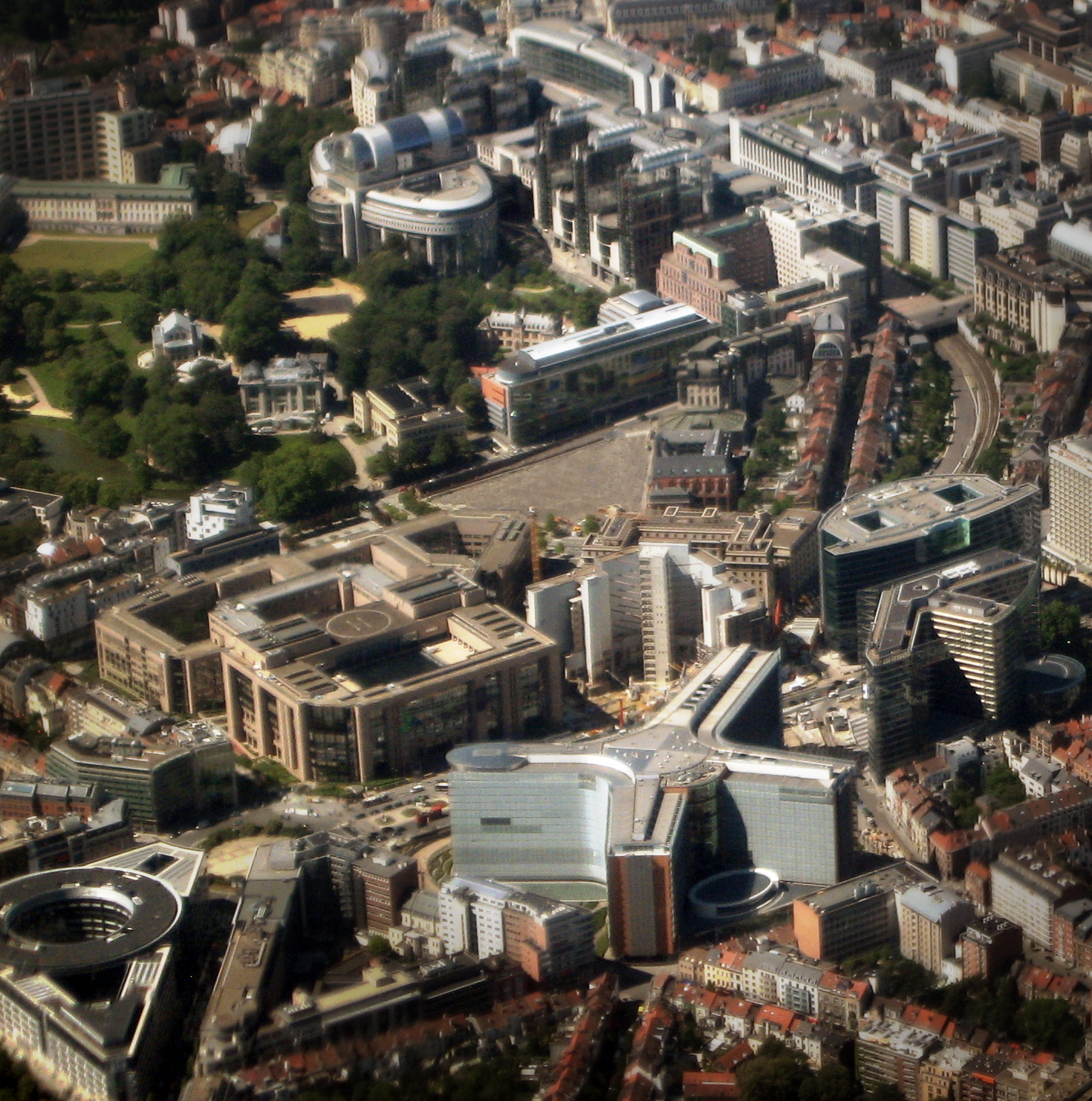
منطقة "المربع الأوروبي" التي تضم عدد من منظمات الاتحاد الأوروبي
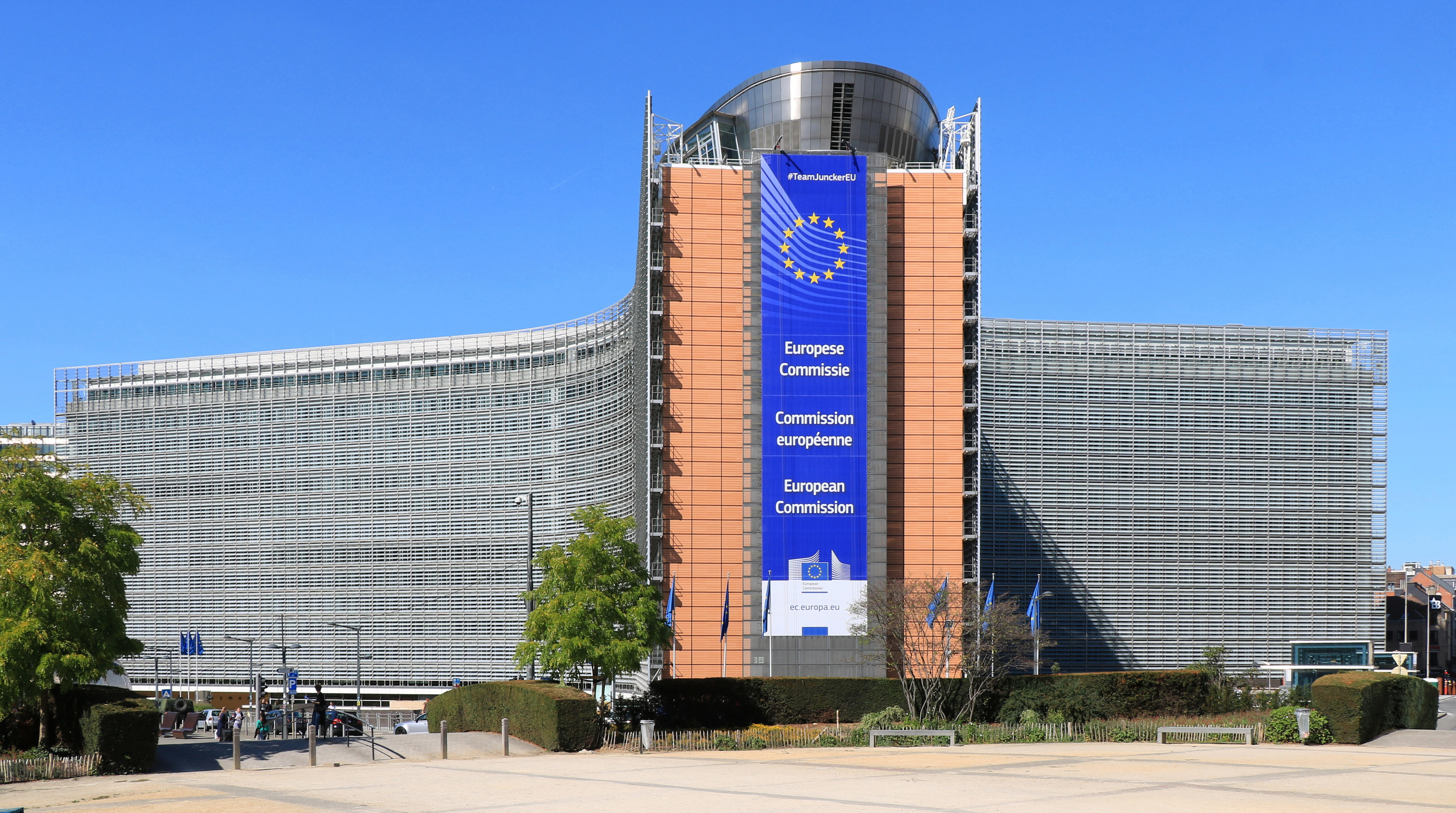
مبنى المفوضية الأوروبية